# 1616 w literaturze
Wydarzenia literackie w 1616 roku.

## Nowe książki
- polskie
- zagraniczne
  - Ben Jonson, The Works of Ben Jonson

## Urodzili się
- Andreas Gryphius, niemiecki poeta (zm. 1664)